# Loranthus macrantherus
Loranthus macrantherus là một loài thực vật có hoa trong họ Loranthaceae. Loài này được (Eichler) Hemsl. mô tả khoa học đầu tiên năm 1882.